# Heinrich Ott (Theologe)

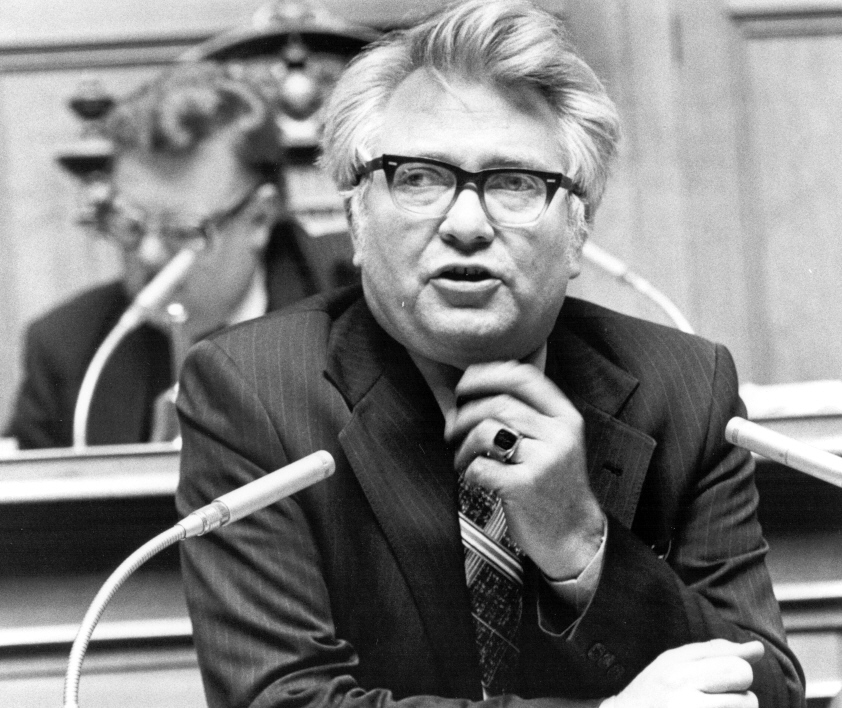
Heinrich Ott am Rednerpult im Nationalrat (1986)

Heinrich Ott (* 1. September 1929 in Basel; † 24. Mai 2013 in Riehen) war ein Schweizer evangelisch-reformierter Theologe, Pfarrer, Professor für Systematische Theologie in Basel von 1962 bis 1999 und Politiker (SP).

## Leben
Heinrich Ott war ein Sohn des Basler Juristen Georges Ott (1893–1982). Als Gymnasiast wurde er durch die Lektüre von Werken Karl Barths für die Theologie interessiert. Während seines Theologiestudiums an der Universität Basel war Barth sein wichtigster Lehrer. Ebenfalls bedeutsam wurde anschliessend in Marburg für ihn Rudolf Bultmann. Er promovierte bei Barth über Bultmann. In seiner Studienzeit trat er dem Schweizerischen Zofingerverein bei, dem auch Karl Barth bereits angehörte. 1952 wurde er Pfarrer in Castiel, Graubünden. Er heiratete Ingeborg Rehberg, das Paar hatte drei Töchter und einen Sohn.
Bereits in Castiel engagierte sich Ott politisch. Er trat der Sozialdemokratischen Partei der Schweiz (SP) bei und gründete mit anderen die Interessenvertretung Sammlung der Bergbauern. 1957 übernahm er die Pfarrstelle Arisdorf-Giebenach-Hersberg, Basel-Land. Er wurde Mitglied des Baselbieter Landrats und war von 1979 bis 1990 Nationalrat.
Ott habilitierte sich mit einer Arbeit über die theologische Relevanz Martin Heideggers. Der Philosoph Ulrich Hommes schrieb 1962 in einer Besprechung der Habilitationsschrift: "Man kann ohne Übertreibung sagen, dass es von Seiten der protestantischen Theologie der bislang gründlichste und wichtigste Beitrag zum Gespräch der Theologie mit dem Denken Heideggers ist."
1962 wurde Ott als Nachfolger Karl Barths auf den Basler Lehrstuhl für Systematische Theologie berufen, den er bis zur Emeritierung 1999 innehatte. Hermeneutik und Dialog – zwischen den theologischen Schulen, über die Konfessionsgrenzen hinweg und mit der Philosophie – blieben die Schwerpunkte seines Denkens und Lehrens.

## Schriften
- Geschichte und Heilsgeschichte in der Theologie Rudolf Bultmanns, Tübingen: Mohr Siebeck 1955
- Verkündigung und Existenz, Zürich: Gotthelf-Verlag 1956
- Eschatologie, Zollikon: Evangelischer Verlag 1958
- Die Frage nach dem historischen Jesus und die Ontologie der Geschichte, Zürich: EVZ 1960
- Dogmatik und Verkündigung, Zürich: EVZ 1961
- Glaube und Bekennen, Basel: Reinhardt 1963
- Die Lehre des I. Vatikanischen Konzils, Basel: Reinhardt 1963
- Wirklichkeit und Glaube, Göttingen: Vandenhoeck & Ruprecht
  - Bd. 1. Zum theologischen Erbe Dietrich Bonhoeffers, 1966
  - Bd. 2. Der persönliche Gott 1969
  - Bd. 3. Schöpfung und Erlösung 1976 (mit Fritz Buri und Jan Milič Lochman)
- Gott, Stuttgart: Kreuz-Verlag 1971
- Die Antwort des Glaubens, Stuttgart / Berlin: Kreuz-Verlag 1973
- Steht Maria zwischen den Konfessionen? Zürich: Paulus-Akademie 1975
- Das Reden vom Unsagbaren, Stuttgart / Berlin: Kreuz-Verlag 1978
- Die Antwort des Glaubens, Stuttgart: Kohlhammer 1981, 3. Auflage 1999
- Glaube, der zum Leben befreit, Trier: Spee-Verlag 1981
- Apologetik des Glaubens, Darmstadt: Wissenschaftliche Buchgesellschaft 1994
- Zur Phänomenologie des Glaubens, Basel: Reinhardt 1999
- Erkenntniswege theologischen Denkens, Altenberge: Oros-Verlag 2001
- Denken und Beten, Waltrop: Spenner 2007